# Salacia cochinchinensis
Salacia cochinchinensis är en benvedsväxtart som beskrevs av João de Loureiro. Salacia cochinchinensis ingår i släktet Salacia och familjen Celastraceae. Inga underarter finns listade.